# 25 messidor
25 prairial 25 thermidor
Le quintidi 25 messidor, officiellement dénommé jour de la pintade, est le 295e jour de l'année du calendrier républicain.
C'était généralement le 13e jour du mois de juillet dans le calendrier grégorien.